# راه‌آهن ملی ژاپن
راه‌آهن ملی ژاپن (به ژاپنی: 日本国有鉄道,) شبکه راه‌آهن ملی ژاپن در سال‌های ۱۹۴۹–۱۹۸۷ بود. دلیل منحل شدن آن بدهی ۳۰ تریلیون ینی آن بود.